# 徐键 (运动员)
徐键（1968年8月15日—），中国女子垒球运动员。她在1996年亚特兰大夏季奥林匹克运动会中，参加了女子垒球比赛并获得团体银牌。
徐键也参加了2000年夏季奥林匹克运动会。